# EIF3M
EIF3M‏ (Eukaryotic translation initiation factor 3 subunit M) هوَ بروتين يُشَفر بواسطة جين EIF3M في الإنسان.